# Sava Vuković (episcop)
Sava Vuković (în sârbă Сава Вуковић; n. 13 aprilie 1930, Zenta, Banatul de Nord, Serbia – d. 16 iunie 2001, Belgrad, Iugoslavia) a fost episcopul ortodox sârb al Eparhiei de Šumadija și membru corespondent al Academiei Sârbe de Științe și Arte. A administrat Episcopia Ortodoxă Sârbă de Timișoara timp de 16 ani în perioada 1980-1996.

## Biografie
Numele său laic a fost Svetozar. A terminat școala primară și școala liceală din Zenta, apoi Seminarul Teologic „Sfântul Sava” de la Mănăstirea Racovița în 1950 și Facultatea de Teologie din Belgrad în 1954. A fost numit profesor suplinitor la Seminarul Teologic „Sfântul Sava” din Belgrad în 1958. În 1957 și 1958 a urmat studii postuniversitare la Vechea Facultate de Teologie Catolică a Universității din Berna (Elveția), lucrând în același timp la teza sa de doctorat „Obednița arhiepiscopului Nicodim” (în sârbă Типик архиепископа Никодима). Și-a susținut teza de doctorat la 15 mai 1961 la Facultatea de Teologie din Belgrad.
A intrat în monahism la Mănăstirea Vavedenje în 1959, iar doi ani mai târziu a fost ales episcop vicar patriarhal cu titulatura „de Moravica”. A fost hirotonit ca episcop în 1961 în Catedrala Patriarhală din Belgrad de către patriarhul sârb Gherman, episcopul Nikanor de Bačka și episcopul Visarion al Banatului. A predat liturgica și istoria artei la Facultatea de Teologie din Belgrad din 1961 până în 1967, când a fost ales episcop al Americii de Est și al Canadei. A rămas pe continentul american până în 1977, când a fost ales episcop de Šumadija. El a reprezentat Biserica Ortodoxă Sârbă în comisia pentru pregătirea Sfântului și Marelui Sinod al Bisericii Ortodoxe de la Geneva (1979-1991) și în Comisia Mixtă de Dialog Teologic Catolic-Ortodox  (1980-1991).
A administrat următoarele eparhii: America de Est și Canada (1967-1977), Žiča, Šumadija (1977-2001), Banat (1980-1985), Episcopia Ortodoxă Sârbă de Timișoara (1980-1996), America central-vestică, America de Vest și Bačka (1988-1990). El a început construcția a mai mult de o sută de biserici noi în Eparhia de Šumadija și a sfințit peste cincizeci. A construit, printre altele, Biserica „Sf. Gheorghe” din Viševac (Vișevaț), locul de naștere al conducătorului Karađorđe Petrović, și a restaurat mai multe mănăstiri de pe teritoriul Eparhiei de Šumadija. A înființat mai multe organizații eparhiale pentru finanțarea activităților de construcție, pentru acordarea de burse candidaților la preoție, pentru îngrijirea preoților pensionari, Seminarul Teologic „Sf. Ioan Gură de Aur” din Groșnica (Grošnica, Грошници), Căminul pentru copii „Sfântul Ioan Botezătorul” (Topola, Divostin), dispensare medicale în satele Kloka și Cvetojevac (Цветојевац), Fundația caritabilă „Filantropia”. În perioada cât a slujit în America, a înființat 14 parohii noi și o mănăstire.
A murit la 16 iunie 2001 și este înmormântat în Catedrala din Kragujevac.
Împreună cu alți membri ai Academiei Sârbe de Științe și Arte, Srejović a redactat cartea 100 cei mai renumiți sârbi (în sârbă 100 најзнаменитијих Срба).

### În România
În cursul celor 16 ani (1980-1996) cât a administrat Eparhia de Timișoara, a înființat mai multe comunități bisericești ortodoxe și s-a ocupat de conservarea și renovarea faimoaselor mănăstiri sârbe din România: Baziaș, Bezdin, Zlatița, Cusici și Birda și a oferit educație teologică și burse pentru peste cincizeci de tineri sârbi din partea română a Banatului.